# 35-й истребительный авиационный полк ПВО (второго формирования)
35-й истребительный авиационный полк ПВО (35-й иап ПВО) — воинская часть Военно-воздушных сил (ВВС) Вооружённых Сил РККА, принимавшая участие в боевых действиях Великой Отечественной войны.

## Наименования полка

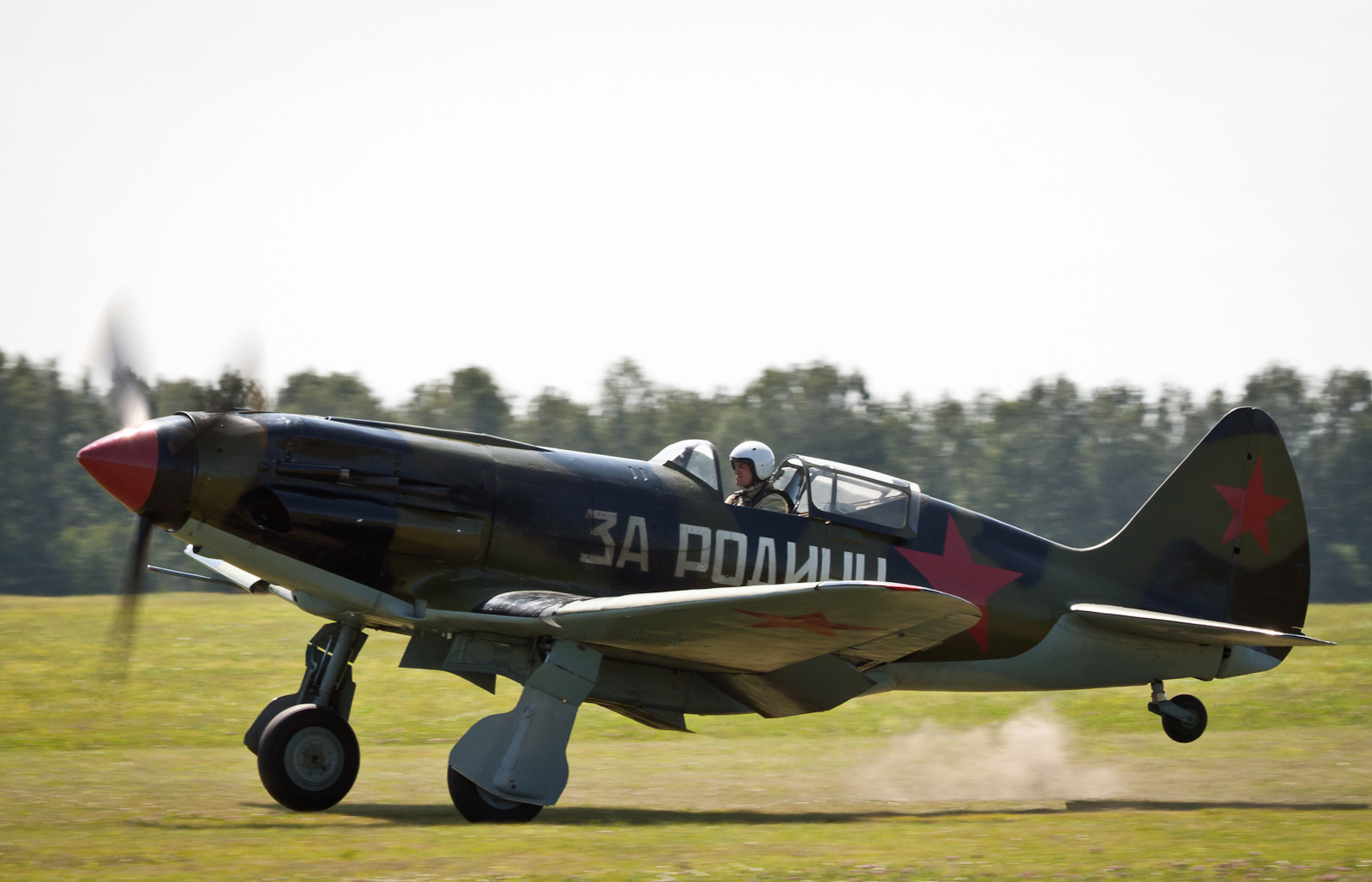
Самолёт МиГ-3

За весь период своего существования полк несколько раз менял своё наименование:
- 35-й истребительный авиационный полк ПВО;
- 419-й истребительный авиационный полк ПВО (13.08.1941 г.);
- 35-й истребительный авиационный полк ПВО (15.08.1941 г.);
- 487-й истребительный авиационный полк ПВО (28.09.1941 г.);
- 146-й гвардейский истребительный авиационный полк ПВО (09.10.1943 г.);
- 146-й гвардейский истребительный авиационный полк;
- Войсковая часть (Полевая почта) 23234.

## История и боевой путь полка
35-й истребительный авиационный полк ПВО сформирован в период с 20 по 30 июля 1941 года в 6-м истребительном авиационном корпусе ПВО Московской зоны ПВО на аэродроме Суково (Московская область) на основе 2 эскадрильи (14 экипажей) 34-го иап.
После формирования полк в составе 6-го истребительного авиационного корпуса ПВО Московской зоны ПВО выполнял задачи по прикрытию Москвы от налётов немецкой авиации.
Первая известная воздушная победа полка в Отечественной войне одержана 2 августа 1941 года: при отражении налёта вражеской авиации на Москву лейтенант Щербина Н. Г. в ночном воздушном бою сбил немецкий бомбардировщик He-111H-5 w/n 4044 из 2/KG53.
13 августа 1941 года 35-й истребительный авиационный полк ПВО был переименован в 419-й истребительный авиационный полк ПВО. Уже через два дня 15 августа 1941 года 419-й истребительный авиационный полк ПВО переименован обратно в 35-й истребительный авиационный полк ПВО.
В конце августа полк переброшен под Ленинград с задачей прикрытия железнодорожного участка перегона от Волхова до Ленинграда. С прорывом противника к Шлиссельбургу полк находился непосредственно в Ленинграде и выполнял задачи по прикрытию города от налётов немецкой авиации. В сентябре командир полка майор Куреш М. Ф. в групповом воздушном бою был сбит, получил ранение, приземлился на парашюте и продолжил командование полком, отказавшись от госпитализации.
28 сентября 1941 года Директивой заместителя НКО СССР от 27.08.1941 года № 165258 полк переименован в 487-й истребительный авиационный полк ПВО.
В составе действующей армии полк находился с 8 августа 1941 года по 21 сентября 1941 года.

## Командиры полка
Капитан, позже майор Михаил Фёдорович Куреш, 20.07.1941 г. — 28.09.1941 г.

## В составе соединений и объединений
| Период        | Фронт (округ)            | Район               | Корпус ПВО (Дивизия ПВО)                  | примечание                                                                 |
| ------------- | ------------------------ | ------------------- | ----------------------------------------- | -------------------------------------------------------------------------- |
| 20.07.1941 г. | Московский военный округ | Московская зона ПВО | 6-й истребительный авиационный корпус ПВО | МиГ-3                                                                      |
| 13.08.1941 г. | Московский военный округ | Московская зона ПВО | 6-й истребительный авиационный корпус ПВО | переименован в 419-й иап                                                   |
| 15.08.1941 г. | Московский военный округ | Московская зона ПВО | 6-й истребительный авиационный корпус ПВО | переименован обратно в 35-й иап                                            |
| 25.08.1941 г. | Северный фронт           | авиация ПВО фронта  | 7-й истребительный авиационный корпус ПВО | МиГ-3                                                                      |
| 12.09.1941 г. | Северный фронт           | авиация ПВО фронта  | 7-й истребительный авиационный корпус ПВО | передал 5 экипажей вместе с самолётами в 19-й иап                          |
| 21.09.1941 г. | Северный фронт           | авиация ПВО фронта  | 7-й истребительный авиационный корпус ПВО | Убыл в Люберцы на доукомплектование                                        |
| 27.09.1941 г. | Московский военный округ | ВВС округа          |                                           | в состав полка включена эскадрилья (10 экипажей с матчастью) из 565-го иап |
| 28.09.1941 г. | Московский военный округ | ВВС округа          |                                           | переименован в 487-й иап                                                   |

## Самолёты на вооружении
| Период      | Самолёты |
| ----------- | -------- |
| 1941 — 1943 | МиГ-3    |